# Amenohoakari
Amenohoakari (天火明?) è un kami del sole e dell'agricoltura nella mitologia giapponese. Secondo lo Shinsen Shōjiroku i suoi discendenti sono chiamati Tenson-zoku (天孫族?).

## Nome
Gli altri nomi di Amenohoakari sono:
- Amaterukuniteruhikoamenohoakarikushitamanigihayahi-no-mikoto (天照国照彦天火明櫛玉饒速日尊?) nel Kujiki
- Amaterukuniteruhikoamenohoakari-no-mikoto (天照國照彦天火明尊?)
- Nigihayahi-no-mikoto (饒速日命?)
- Amaterukuniteruhikohoakari-no-mikoto (天照国照彦火明命?)) nel Nihon shoki
- Amenohoakari-no-mikoto (天火明命?) nel Kojiki
- Hoakari-no-mikoto (火明命?) nel Nihon shoki
- Ikishiniho-no-mikoto (膽杵磯丹杵穂命?)
- Amateru Mitama-no-kami (天照御魂神?) a Jinja Shiryō

## Genealogia
Secondo il Kojiki e il sesto e l'ottavo volume del Nihon shoki, Amenohoakari nacque da Ame-no-oshihomimi e dalla figlia di Takamimusubi, Takuhatachijihime, e Ninigi-no-Mikoto è indicato come suo fratello minore. Tuttavia, nei volumi due, tre, cinque e sette del Nihon shoki, Ninigi-no-Mikoto è indicato come suo padre.
Il Kujiki considera Amenohoakari un nome alternativo per Nigihayahi, il kami ancestrale dei clan Hozumi e Mononobe, sebbene questa interpretazione sollevi molti interrogativi in termini di genealogia e dominio.
Secondo il Harima-no-kuni Fudoki, Amenohoakari è il figlio di Ōkuninushi e Notsuhime.

## Discendenti
Il Progetto Genealogico del Clan Amabe (海部氏系図?, Amabe-shi Keizu) è un famoso documento conservato nel Santuario di Kono. Risale all'inizio del periodo Heian ed è considerato il più antico albero genealogico del Giappone. Il clan rivendica la discendenza dagli Amenohoakari e servì come kuni no miyatsuko della provincia di Tanba prima che questa fosse divisa in Tamba e Tango. Il documento registra 82 generazioni di discendenza dagli Amenohoakari ed è stato dichiarato Tesoro Nazionale nel 1972.
Nello "Shinsen Shōjiroku" i discendenti di Amenohoakari, oltre ai discendenti di Amatsuhikone, Ame-no-Hohi e Amanomichine-no-Mikoto, sono chiamati Tenson-zoku. I tensonzoku migrarono da Takamagahara alle province di Owari e Tanba, ed è considerata l'antenato di molti clan, tra cui i clan Owari, Tsumori, Amabe e Tanba.
Si dice anche che Amenohoakari sia lo stesso kami di Nigihayahi, l'antenato del clan Hozumi e del clan Mononobe. Tuttavia, ci sono state ricerche che rifiutano di confondere i due kami e insistono sul fatto che si tratti di una fabbricazione fatta solo per collegare i due kami quando si dice che Nigihayahi è il fratello maggiore di Ninigi-no-Mikoto.
Inoltre, lo Shinsen Shōjiroku elenca i discendenti di Amenohoakari come tensonzoku (天孫族?, discendenti di kami), mentre i discendenti di Nigihayahi sono tenshin (天神?, kami dei cieli).

## Significato del nome
Come suggerisce il nome di Amenohoakari, egli è la deificazione della luce solare e del calore. Inoltre, nel Kojiki-den, il suo nome alternativo di Hoakari è scritto diversamente (穂赤熟, spighe di grano + rosso + matura), a significare che riscalda il grano affinché possa maturare. Come altri kami collegati all'imperatore, questo nome è collegato al riso, il che porta al suo culto come kami del sole e dell'agricoltura.
Sebbene il suo nome contenga due caratteri in comune con Amaterasu (天照), non si tratta dello stesso kami. Nel santuario Kono, il kami principale è Amenohoakari, mentre Amaterasu, pur essendo venerato nello stesso luogo, è considerato un altro kami.